# Konduktor (anatomia)

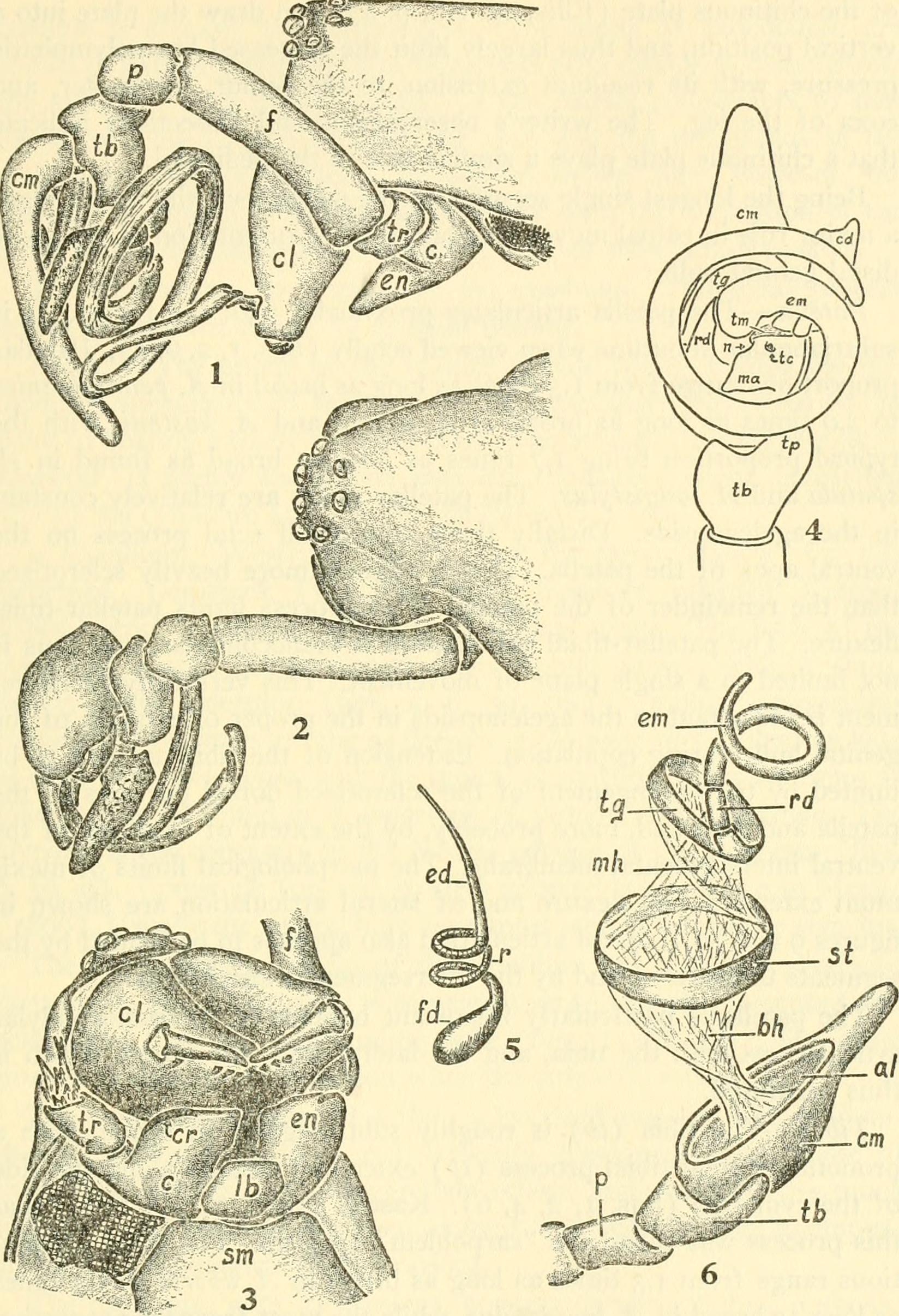
Bulbus lewego nogogłaszczka pająka Agelenopsis sp. widoczny na rycinie 4 z konduktorem oznaczonym cd

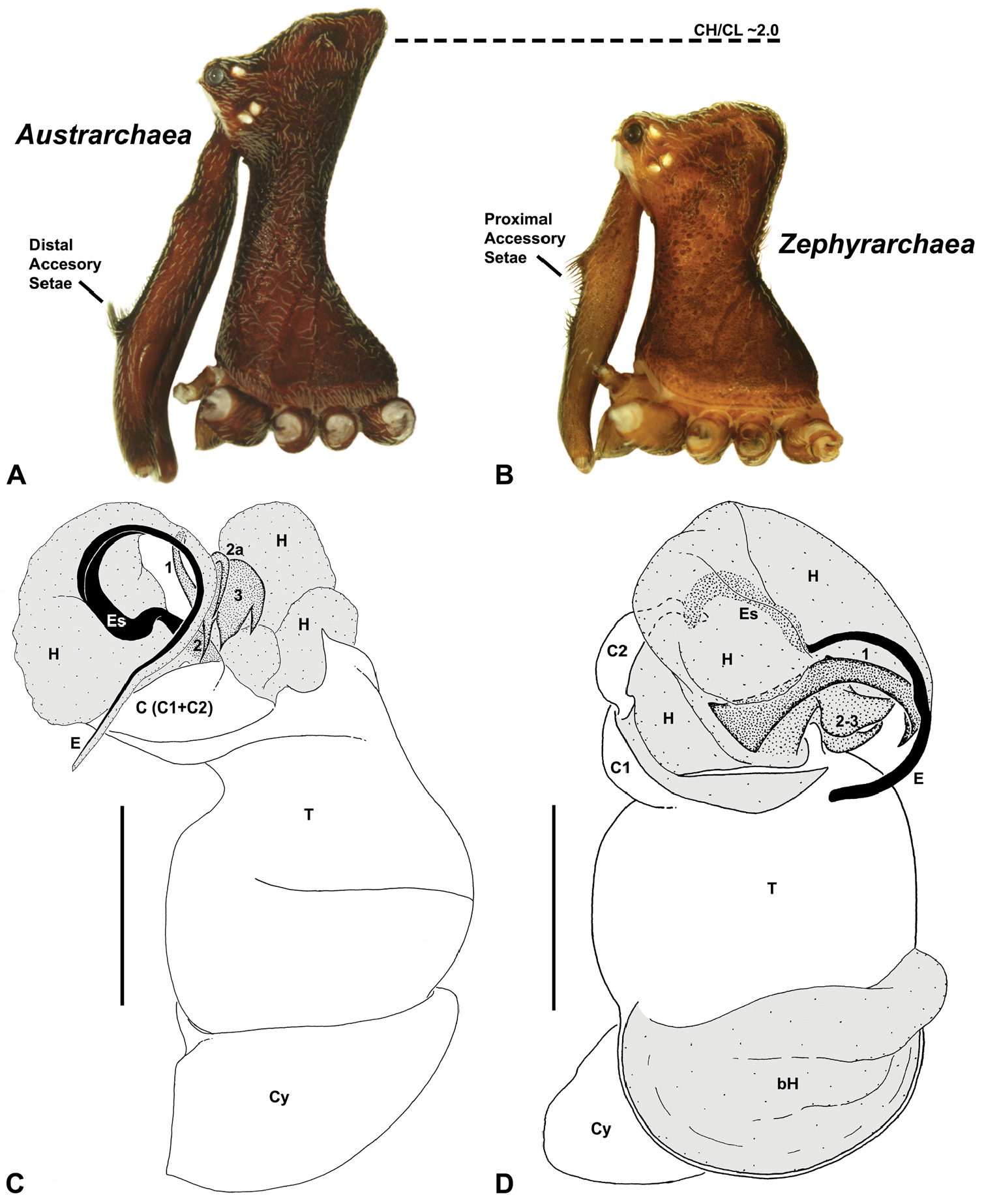
Cechy diagnostyczne rodzajów Austrachaea i Zephyrachaea; widoczny konduktor (C) i jego skleryty (C1, C2)

Konduktor (łac. conductor) – element męskich narządów rozrodczych niektórych pająków.
Konduktor zlokalizowany jest, jak reszta aparatu kopulacyjnego pająków, na nogogłaszczkach samca. Narząd ten jest zesklerotyzowaną strukturą położoną w sąsiedztwie embolusa, która sterczy w czasie kopulacji. Klasyfikowany jest w drugiej (wraz z apofizą środkową) lub trzeciej (wraz z embolusem) grupie sklerytów bulbusa.
Narządy kopulacyjne samic i samców pająków działają na zasadzie zamka i klucza. Rolą konduktora jest „wstępne zaryglowanie” (ang. preliminary locking) aparatu samca w ciele samicy, które umożliwia precyzyjne wprowadzenie embolusa (właściwego kopulatora) w głąb jej ciała. U rodzaju Agelenopsis ciało samicy najpierw jest pobudzane embolusem od zewnątrz, po czym do jamki kopulacyjnej wprowadzany jest konduktor, a na koniec embolus.
Konduktor może również służyć zablokowaniu dostępu do narządów rozrodczych samicy ewentualnym późniejszym konkurentom. I tak u rodzaju Cybaeus wewnątrz ciała samicy ulega odłamaniu cały konduktor, a u rodzaju Cyclosa – jego ząbek. Funkcją konduktora może być również usunięcie blokady po poprzednim samcu. U Leucauge mariana haczykowaty wyrostek konduktora służy właśnie temu, przy czym nie wygląda na to, by samo wcześniejsze wprowadzenie do samicy konduktora było u tego gatunku niezbędnym warunkiem do wsunięcia w nią embolusa.